# Cadmi(II) hydride
Cadmi(II) hydride (tên hệ thống là cadmi đihydride) là một hợp chất vô cơ với các công thức hóa học (CdH2)n (cũng viết là ([CdH2])n hoặc CdH2). Nó là một chất rắn chỉ được biết đến như một bột màu trắng không hòa tan và không ổn định nhiệt.

## Danh pháp
Tên hệ thống là cadmi đihydride, tên IUPAC hợp lệ, được xây dựng theo danh pháp thành phần. Cadmi đihydride cũng được sử dụng để chỉ các hợp chất đihydridocadmi liên quan và oligomers của nó. Cần cẩn thận để tránh gây nhầm lẫn giữa hai hợp chất.

## Lịch sử
Vào năm 1950 một nhóm nghiên cứu do Glenn D. Barbaras dẫn đầu đã tổng hợp cadmi hydride lần đầu tiên. Trình tự phản ứng này bao gồm demetyl hóa dimetylcadmi trong dietyl ete ở -78 °C, tạo ra cadmi(II) hydride.

## Tính chất hóa học
Chất rắn cadmi(II) hydride, dựa trên phổ hồng ngoại của nó, được cho là có liên kết hydro. Các hydride kim loại thấp khác cũng trùng hợp theo cách tương tự. Trừ khi làm lạnh xuống dưới -20 °C, cadmi(II) hydride nhanh chóng phân hủy để tạo ra cadmi và hydro:
(CdH2)n → nCd + nH2↑

## Đihydridocadmi
Đihydridocadmi là dạng monomeric, phân tử với công thức hóa học CdH
2 (cũng được viết là [CdH
2]). Đó là một loại khí không màu. Nó được tạo ra bởi phản ứng pha khí của các nguyên tử cadmi với hydro. Phân tử này là tuyến tính, có độ dài liên kết là 168,3 pm.